# OR52D1
OR52D1 (англ. Olfactory receptor family 52 subfamily D member 1) – білок, який кодується однойменним геном, розташованим у людей на короткому плечі 11-ї хромосоми. Довжина поліпептидного ланцюга білка становить 318 амінокислот, а молекулярна маса — 35 122.
| 10         |  | 20         |  | 30         |  | 40         |  | 50         |
| ---------- |  | ---------- |  | ---------- |  | ---------- |  | ---------- |
| MSDSNLSDNH |  | LPDTFFLTGI |  | PGLEAAHFWI |  | AIPFCAMYLV |  | ALVGNAALIL |
| VIAMDNALHA |  | PMYLFLCLLS |  | LTDLALSSTT |  | VPKMLAILWL |  | HAGEISFGGC |
| LAQMFCVHSI |  | YALESSILLA |  | MAFDRYVAIC |  | NPLRYTTILN |  | HAVIGRIGFV |
| GLFRSVAIVS |  | PFIFLLRRLP |  | YCGHRVMTHT |  | YCEHMGIARL |  | ACANITVNIV |
| YGLTVALLAM |  | GLDSILIAIS |  | YGFILHAVFH |  | LPSHDAQHKA |  | LSTCGSHIGI |
| ILVFYIPAFF |  | SFLTHRFGHH |  | EVPKHVHIFL |  | ANLYVLVPPV |  | LNPILYGART |
| KEIRSRLLKL |  | LHLGKTSI   |  |            |  |            |  |            |

A: Аланін

C: Цистеїн

D: Аспарагінова кислота

E: Глутамінова кислота

F: Фенілаланін

G: Гліцин

H: Гістидин

I: Ізолейцин

K: Лізин

L: Лейцин

M: Метіонін

N: Аспарагін

P: Пролін

Q: Глутамін

R: Аргінін

S: Серин

T: Треонін

V: Валін

W: Триптофан

Кодований геном білок за функціями належить до рецепторів, g-білокспряжених рецепторів, білків внутрішньоклітинного сигналінгу. 
Локалізований у клітинній мембрані.